# La Sardana del Alcalde
Antiguo Baile catalán impuesto, exclusivo de Amer.
La Sardana del Alcalde es un baile tradicional del pueblo de Amer, en el norte de la comarca de La Selva (Gerona, Cataluña, España). Es un baile muy parecido a cualquier sardana, pero tiene una característica fundamental que le hace peculiar: se baila siempre de forma abierta, sin cerrar el círculo. Esta Sardana se había bailado siempre por la fiesta mayor del pueblo, el día 15 de agosto, aunque actualmente, por circunstancias logísticas, se baila la noche del día 16. Se tiene constancia de este baile, a través de la voz de la tercera edad, desde finales del s. XIX, aunque las investigaciones de Josep Puigdemont, antiguo alcalde de Amer y gran conocedor de la tradición, apuntan a un contrapaso surgido probablemente a finales del s. XVIII.
La tradición de la Sardana del Alcalde sufrió una interrupción. Se dejó de bailar probablemente hacia 1910, debido a motivos políticos antifascistas. Según el recuerdo de la madre de Josep Puigdemont y Oliveras, parece que la enemistad de dos bandos, el que gobernaba y la oposición, llegó al punto de que las parejas de cada bando se abucheaban unas a otras, desembocando en alguna pelea. A partir de ahí se creyó conveniente dejarla de bailar.
No se recuperó hasta 1949, en pleno franquismo. En ese año se celebró el Milenario de la consagración de su Templo de Sta. María, antes Monasterio de la Orden de Sant Benet, y se hicieron grandes celebraciones. En ese momento es cuando se encuentra el documento de Joan Porcioles, notario del pueblo que dejó por escrito una explicación detallada del ceremonial completo del baile. Un concejal  del partido fascista de Amer, llamado Narcís Solergastó propuso que se recuperara la Sardana del Alcalde, que la gente mayor todavía recordaba, y su propuesta fue aceptada e incluida en las celebraciones. La recuperación se hizo siguiendo las indicaciones del documento de Porcioles.
La tradición era que el alcalde debía escoger la pieza que se bailaría. Como el alcalde de la época, Narcís Junquera y Rigau, no entendía mucho de sardanas, la elección la hizo un concejal llamado Salvador Oliveras i Galceran, y escogió la sardana “Conxita encisera”, de Pere Mercader y Andrés, porque era una prenda muy popular en la época y también —hay que decirlo— en honor de su mujer, Conxita. Pero otro evento importante se produjo en las celebraciones del Milenario. El día 9 de noviembre de 1949 se estrenó la sardana "Fiesta milenaria" de Joan Fontàs i Casas, compositor de Amer. Esta sardana se hizo muy popular en la villa. De hecho, el propio Josep Puigdemont escribió una letra, de tal manera que al año siguiente, en 1950, el alcalde Junquera escogió esta sardana como pieza a ser bailada por la festividad de la Madre de Dios de Agosto.
Dado que este alcalde gobernó hasta 1975, y siempre escogió la misma sardana, se fue formando una tradición que siguieron a los siguientes alcaldes. A esto hay que sumarle otro hecho, de carácter quizás más sentimental, ya que Joan Fontàs contrajo tuberculosis al volver del servicio militar, de tal modo que debido a su enfermedad sólo podía vivir de los derechos de autor de sus composiciones; al morir éste, sus familiares tiraron todas sus pertenencias a la basura, y el maestro , músico, pianista y compositor amerense Pere Buxó Domènech al verlo recogió la parte musical, hoy en día Incorporada al Fondo Buxó.
El no perjudicar a Fontàs también contribuyó a que Josep Puigdemont (que fue el primer alcalde en democracia) siguiera escogiendo esta sardana.
Hoy en día la tradición sigue viva, y no ha habido ningún cambio en lo que respecta al repertorio. La tradición de la sardana abierta de Amer es única en toda Cataluña.